# Fereshteh Karimi
Fereshteh Karimi là một cầu bóng đá trong nhà nữ người Iran hiện đang chơi cho Daneshgah Azad ở Iran. Cô được đề cử là cầu thủ futsal nữ xuất sắc nhất thế giới năm 2013 bởi trang web futsalplanet.
Vào tháng 9 năm 2015, cô đoạt danh hiệu đầu tiên của Giải vô địch bóng đá trong nhà nữ châu Á cùng Iran, và được bầu chọn là cầu thủ xuất sắc nhất giải đấu.
Cô cũng tham gia vào Giải vô địch bóng đá trong nhà nữ châu Á 2018 ở Thái Lan.